# La boda de Lisa
La boda de Lisa, titulado Lisa's Wedding en la versión original, es un episodio perteneciente a la sexta temporada de la serie animada Los Simpson. Fue estrenado originalmente el 19 de marzo de 1995. En este episodio, Lisa visita a una adivina en un festival, la cual le habla sobre su verdadero amor. Fue escrito por Greg Daniels y dirigido por Jim Reardon. Mandy Patinkin fue la estrella invitada e hizo la voz de John Parkfield, y Phil Hartman la de Troy McClure. El episodio ganó un premio Emmy en 1996 en la categoría Mejor Programa Animado, siendo el tercer episodio de la serie en ganar este premio. Es el primer episodio de seis que tratan sobre el futuro (junto con Bart to the Future, Future-Drama, Holidays of Future Passed y Days of Future Future y Barthood).

## Sinopsis
La familia Simpson visita una Feria del Renacimiento. Homer come ocho tipos de carne diferentes, y Lisa, avergonzada, se va a un bosque cercano tras un conejo de la carpa de exhibición de bestias medievales del jefe Wiggum, en donde va a parar a la tienda de una adivina que le ofrece contarle de su futuro. Aunque al principio Lisa, escéptica, se niega, la adivina le dice a la niña los nombres de todos sus familiares y donde se encuentran en ese momento, para convencerla. Luego, procede a contarle la historia de su verdadero amor. 
La historia es llevada a cabo en el año 2010 (quince años después de la emisión del episodio), en donde Lisa, de 23 años, va a la universidad. Allí conoce a un estudiante británico, llamado John Parkfield. Al principio, los dos se odian, pero luego se enamoran mutuamente. Ambos descubren que tienen muchas cosas en común, y John invita a Lisa a su mansión en Inglaterra para conocer a sus padres. Cuando viajan a Inglaterra, John le propone matrimonio y Lisa acepta inmediatamente. 
Al día siguiente, Lisa llama a su casa para contarle la noticia a Marge, y ella le promete que evitará que Homer arruine su boda. En la visión futurista, Marge es aún una ama de casa, Bart trabaja en una empresa de demolición de edificios y planea ir a la escuela de leyes, Maggie es una adolescente a quien no se le oye hablar porque siempre la interrumpen y Homer aún trabaja en su puesto del sector 7-G en la Planta Nuclear con Milhouse como su supervisor mientras que todos sus compañeros ya fueron ascendidos. Lisa y John viajan a Springfield, donde antes de llegar ella se preocupa, ya que piensa que su familia la avergonzará frente a su prometido. Cuando llegan a la casa de los Simpson, todo empieza mal, ya que Homer recibe a John ondeando una bandera de Gran Bretaña que se incendia accidentalmente con una lámpara y la apaga echándole fertilizante.
A la hora de la cena, Lisa planea ir a comprar su vestido de novia, mientras que Homer y Bart llevan a John a la taberna de Moe. En el bar, Homer le dice a John lo orgulloso que está de que Lisa se case y le pide que use unos gemelos con forma de cerditos, tradición de la familia Simpson, y el joven, a regañadientes, acepta ponérselos para la boda. Más tarde, en la noche, Lisa le pide disculpas a John por el comportamiento de su familia, pero John dice que entiende todo y no le molesta. 
El día de la boda, 1 de agosto de 2010, Homer va a hablar con Lisa antes de salir a la ceremonia diciéndole lo orgulloso que está y ella descubre que su padre todavía tiene los gemelos que John prometió usar. Pensando que los había olvidado, va a verlo y le pide que los use. Él acepta, pero le dice que después de la boda ambos se irán a Inglaterra, y que ya no verían más a su familia. A Lisa le molesta profundamente que no quiera que vuelva a verlos y aunque acepta que no siempre se llevaba bien con ellos, los amaba mucho. Luego de eso, abandona el lugar, cancelando la boda. 
De vuelta en el presente, la adivina le dice a Lisa que al día siguiente John regresa a Inglaterra y ella no lo volvería a ver jamás, además de que nada podría hacer la niña para prevenir los eventos, pero que se "mostrara sorprendida". Lisa, enojada, le reprocha a la adivina, ya que supuestamente le iba a contar la historia de su verdadero amor. Entonces, la pitonisa le dice que le gustaba predecir relaciones que terminaban mal. Luego de esto, la niña abandona la tienda y encuentra a su padre, quien le cuenta como había sido su día.

## Producción

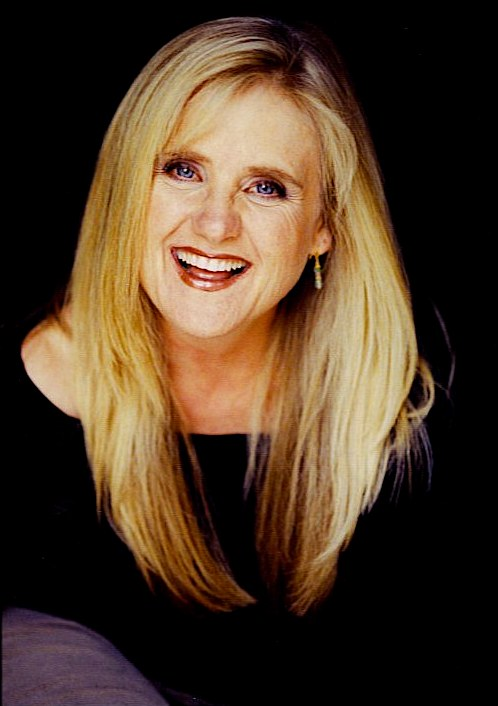
Nancy Cartwright, cuya voz debió ser modificada para adaptarla al Bart del futuro.

La idea del episodio la tuvo originalmente James L. Brooks, quien llamó a David Mirkin y lo convenció de realizar un capítulo en el que Lisa viajaba al futuro y conocía al hombre perfecto, pero que a este le desagradaba su familia. Como Brooks creía que sería un episodio difícil para ser escrito, el trabajo lo terminó realizando Greg Daniels, quien se entusiasmó con la idea y dijo que había sido mucho más fácil y entretenido de escribir de lo que había pensado. La parte de la broma de Homer de "jálame el dedo" no estaba en el argumento original, pero fue añadida porque los escritores sintieron que necesitaban otra causa para que John odiase a Homer y a la familia Simpson. La canción del final del episodio fue compuesta por Alf Clausen como una versión "renacentista", la cual incluía la música de un arpa.
Todos los componentes del episodio tuvieron que ser diseñados varias veces, ya que todos los personajes debían estar dibujados con mayor edad. En la mayoría de los casos, los adultos fueron dibujados con mayor peso, arrugas en la cara y menos cabello. En el caso de Homer, el rediseño fue mínimo, y sólo lo hicieron más gordo, con un cabello menos y con una línea debajo del ojo. El diseño de Krusty estuvo basado en Groucho Marx. El cielo nocturno fue hecho intencionalmente de un tono más rojizo, ya que los productores pensaban que en 2010 habría más polución en el mundo. La voz de Bart, hecha por Nancy Cartwright, fue modificada electrónicamente para adecuarla a la voz de un adulto.
Este episodio es el primero de cinco que tienen temáticas futuristas. El segundo fue "Bart to the Future", de la undécima temporada y el tercero, "Future-Drama", de la decimosexta temporada. Los tres primeros episodios futuristas fueron emitidos con diferencias de cinco años cada uno. Mientras que tanto "Lisa's Wedding" como "Future-Drama" fueron nominados para los Emmy, la revista Entertainment Weekly declaró que "Bart to the Future" fue el peor episodio de la serie.